# Puchar Świata w Zapasach 1980
Zawody Pucharu Świata w 1980 roku
- w stylu klasycznym mężczyzn rywalizowano pomiędzy 1 a 2 grudnia w Trelleborgu (Szwecja).
- w stylu wolnym mężczyzn w dniach 29–30 marca w Toledo (Stany Zjednoczone).

## Styl klasyczny

### Ostateczna kolejność drużynowa
| Poz. | Państwo           |
| ---- | ----------------- |
|      | ZSRR              |
|      | Szwecja           |
|      | Stany Zjednoczone |
| 4.   | Japonia           |

### Klasyfikacja indywidualna
| Waga    |                      |                     |                    | 4                  |
| ------- | -------------------- | ------------------- | ------------------ | ------------------ |
| 48 kg   | Temo Kazaraszwili    | Kent Andersson      | Mark Fuller        | Fumikazu Sasaki    |
| 52 kg   | Pawieł Cziżajew      | Bunji Nakamura      | Todd Rosenthal     | Jan Mansson        |
| 57 kg   | Wiktor Piwowarow     | Benni Ljungbeck     | Yoshihiro Ono      | Robert Hermann     |
| 62 kg   | Abdurrahim Kuzu      | Seiichi Osanai      | Giennadij Skriabin | Pekka Niemi        |
| 68 kg   | Anatolij Krawczenko  | Toshifumi Minami    | Soelve Halling     | David Butler       |
| 74 kg   | Lennart Lundell      | Aleksandr Baranow   | John Matthews      | Ichiro Tani        |
| 82 kg   | Leif Andersson       | Giennadij Korban    | Phil Lanzatella    | Kazuhiro Takanishi |
| 90 kg   | Christer Gulldén     | Siergiej Gołubowicz | Mark Johnsson      | Tamio Imamura      |
| 100 kg  | Greg Gibson          | Nikołaj Ińkow       | Frank Andersson    | Yukio Yoshida      |
| +110 kg | Aleksandr Kołczinski | Jeff Blatnick       | Tomas Johansson    | Seiji Matsunaga    |

## Styl wolny

### Ostateczna kolejność drużynowa
| Poz. | Państwo           |
| ---- | ----------------- |
|      | Stany Zjednoczone |
|      | ZSRR              |
|      | Kanada            |
| 4.   | Japonia           |
| 5.   | Afryka            |

### Klasyfikacja indywidualna
| Waga    |                      |                     |                      | 4                 | 5                  |
| ------- | -------------------- | ------------------- | -------------------- | ----------------- | ------------------ |
| 48 kg   | Bobby Weaver         | Roman Dmitrijew     | Shinichi Ishikawa    | Ron Moncur        | Abdel Kamal Eddine |
| 52 kg   | Gene Mills           | Jaragi Szugajew     | Ray Takahashi        | Koichi Kanno      | Abdelmajio Karawan |
| 57 kg   | Siergiej Biełogłazow | Nick Gallo          | Mike Barry           | Junichi Noizumi   | Ali Laszkar        |
| 62 kg   | Wiktor Aleksiejew    | Andre Metzger       | Egon Beiler          | Koji Sato         | ----               |
| 68 kg   | Dave Schultz         | Nikołaj Pietrienko  | Toshihiro Yamaguchi  | Clive Llewellyn   | Allali El-Akhdar   |
| 74 kg   | Leroy Kemp           | Piotr Marta         | Brian Renken         | Hisao Taya        | Rabah Kassome      |
| 82 kg   | John Peterson        | Aleksandr Markowicz | Doug Cox             | Hiroaki Mochizuki | Mohamed Al-Ashram  |
| 90 kg   | Ben Peterson         | Ałasz Daudow        | Richard Deschatelets | Katshuaru Ito     | Chamis Abu Samra   |
| 100 kg  | Iwan Jarygin         | Larry Bielenberg    | Wyatt Wishart        | Ibrahima Sarr     | Hiroaki Obayashi   |
| +110 kg | Jimmy Jackson        | Sosłan Andijew      | Mamadou Sakho        | Shinichi Matsuura | ----               |